# 전골

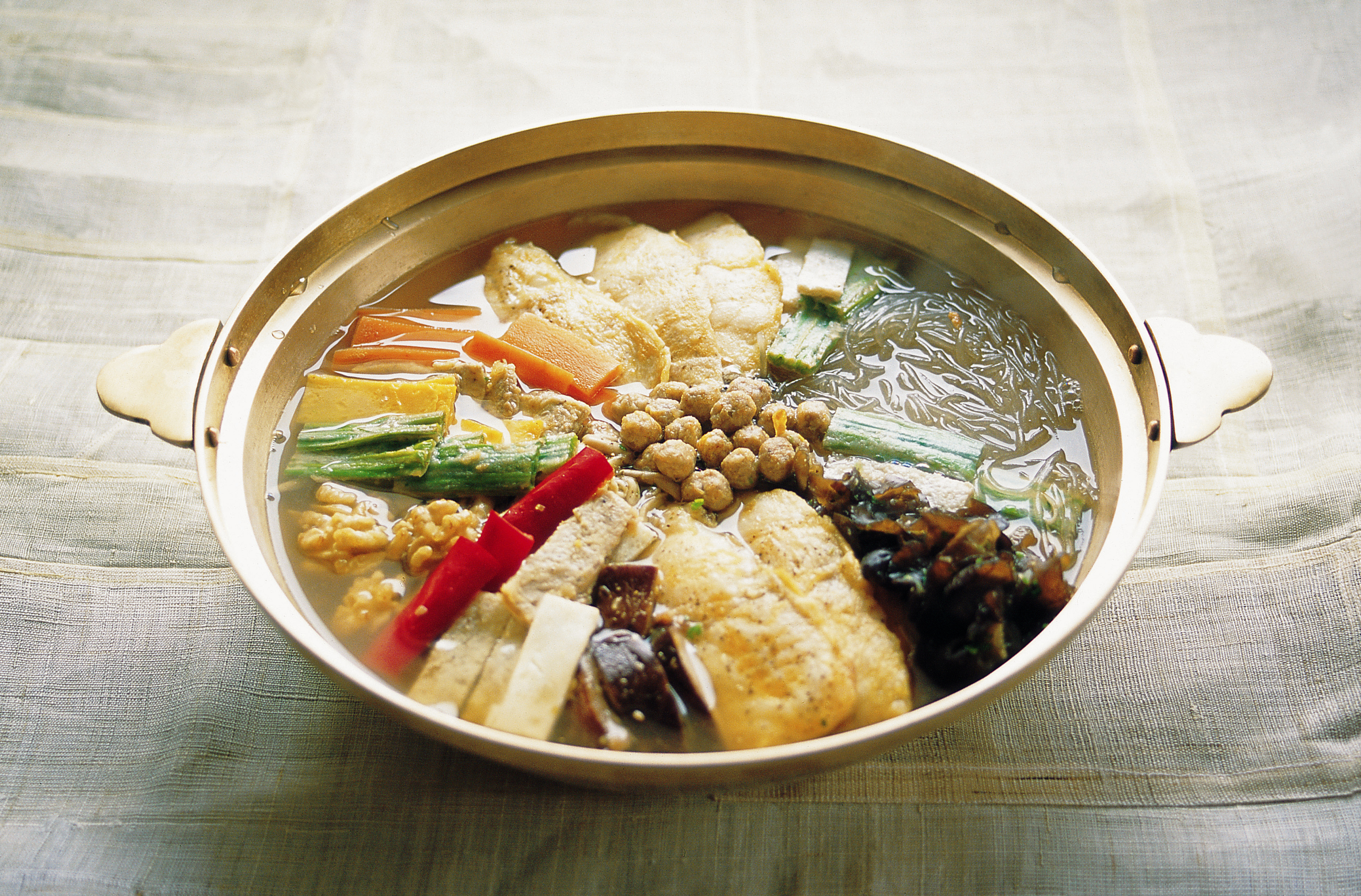
Jeongol

전골은 전통적인 한국 음식이다. 음식상 옆에서 바로 조리해 먹는 즉석 요리에 속한다.

## 개요
찌개와 유사한 국물이 있는 음식이다. 찌개와의 가장 큰 차이점은 찌개가 주로 김치찌개나 순두부찌개처럼 주요 재료 한 가지를 중심으로 조리되는 데 반하여, 전골은 여러 가지 다양한 재료를 넣고 함께 끓인다는 점이다. 전골은 구절판처럼 한국의 궁중 음식이거나 권력층이 즐기는 음식이었고, 찌개는 평민들이 즐겨 먹는 좀 더 소박한 요리였다.

## 기원
조선 후기 만국사물기원 역사에 따르면, 전골은 고구려, 백제, 신라가 전쟁 때 조리기구가 부족하여 군인들의 철모를 이용해 음식을 조리하던 고대에서 유래했다.

## 조리법
일반적으로 얇게 썬 쇠고기와 해산물, 채소, 버섯 등의 여러 재료를 전골틀이라는 전용 용기에 색깔을 맞추어 담고, 여기에 양념한 육수를 부어 조리한다. 만두를 넣는 경우도 있다. 전골에는 보통 매운 맛을 내도록 고추장이나 고춧가루가 들어가지만, 생략될 수도 있다. 재료의 맛이 우러나도록 육수를 끓이는 과정이 중요하다. 재료에 따라 다양하게 변형해 먹을 수 있다.

## 전골의 종류
- 신선로
- 해물전골
- 불낙전골
- 낙지전골
- 쇠고기전골
- 만두전골
- 두부전골
- 버섯전골
- 곱창전골
- 보신전골
- 김치전골
- 낙곱새
- 부대찌개

## 같이 보기
- 찌개
- 국
- 탕 (한국 음식) 탕